# Одрисы
Одрисы (устар. «одризы»; лат. Odrysae, др.-греч.  Όδρύσαι) — значительное фракийское племя, жившее на притоке Гебра Атриске, по другим свидетельствам — на равнине Гебра.

## История

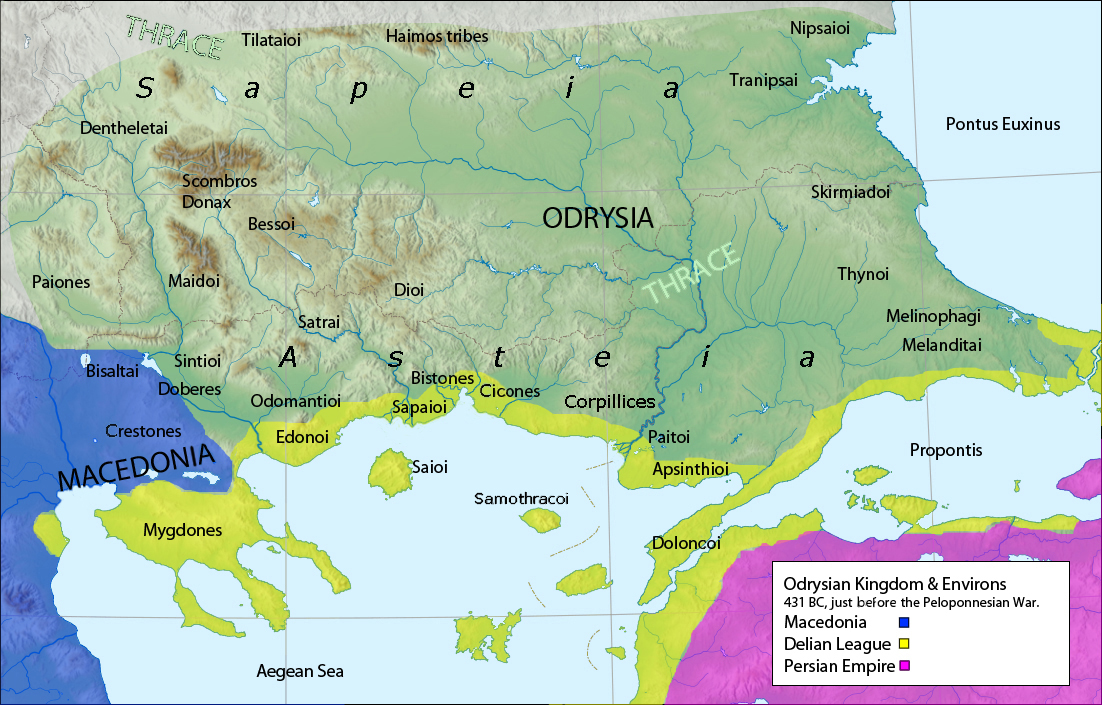
Одрисское царство IV в. до н. э.

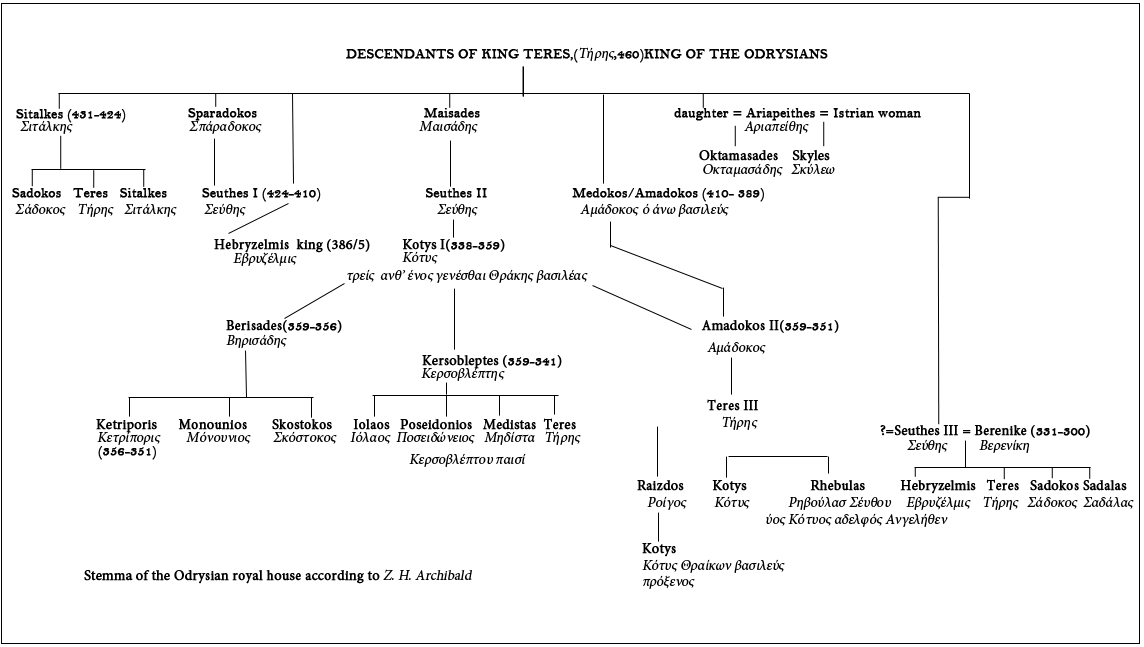
Генеалогия потомков Тереса

Упоминания о них впервые встречаются ещё в доисторическую эпоху. Греческие мифы относили к этому племени певцов Фамирида и Орфея, из которых последний считался царём одрисов. В истории одрисы в первый раз появляются  во времена похода Дария Гистаспа на Скифию. Дарию удалось подчинить себе все фракийские племена кроме одрисов, вследствие неприступного положения их страны.
Царь одрисов Терес воспользовался поражением соседей и расширил за их счёт пределы своего царства, до Чёрного моря. Сын Тереса, Ситалк, объединил под своей властью весь берег от Абдер до Истра (Дунай в нижнем течении), который на севере отделял Одрисское царство от Скифии. Западной границей, отделявшей царство одрисов от трибаллов и пеонийцев, были реки Осций и Стримон. В 431 г. до н.э. заручившись поддержкой абдерита Нимфодора, зятя царя Ситалка афиняне втянули одрисов в Пелопонесскую войну. Ситалк послал афинянам подкрепление, за что сын Ситалка, Садок, получил право афинского гражданства. Попытка лакедемонян заключить союз с одрисами не увенчалась успехом. В 429 году до н. э. Ситалк предпринял поход против царя македонян, Пердикки II, но скоро примирился с ним и прекратил сношения с афинянами. В 424 году до н. э. Ситалк пал в битве с трибаллами.
На престол вступил его племянник, Севт I, при котором могущество одрисов достигло наивысшего развития. Со смертью Севта (в конце Пелопонесской войны) могущество одрисов стало постепенно ослабевать. В их внутренние распри вмешались греки, хотевшие отвоевать себе Херсонес, и Филипп II, который в 343 году до н. э. даже занял часть страны одрисов.
При Александре Македонском Севт III сделал попытку восстать против Македонии, но безуспешно. В 322 году до н. э. Лисимах заставил Севта признать верховную власть Македонии.
В следующем веке происходит ряд восстаний одрисов против македонян, но до завоевания Македонии римлянами они не могли добыть себе полной свободы. Римляне, покорив македонян, не тронули одрисов, не упуская, однако, случаев вмешиваться в их внутренние дела. В 42 г. до н. э. царь Садал II, будучи бездетным, завещал своё царство римлянам. Восстания одрисов при императорах Тиберии и Калигуле были подавлены. Наконец император Веспасиан окончательно присоединил Одрисское царство к Римской империи.